# Pentes de la Croix-Rousse
 (mars 2023).
Si vous disposez d'ouvrages ou d'articles de référence ou si vous connaissez des sites web de qualité traitant du thème abordé ici, merci de compléter l'article en donnant les références utiles à sa vérifiabilité et en les liant à la section « Notes et références ».
Les Pentes de la Croix-Rousse forment un quartier qui fait la transition entre le quartier de la Presqu'île et la colline de la Croix-Rousse ; elles sont situées à cheval sur le 1er et le tout début du 4e arrondissements de Lyon.

## Histoire
Malgré la présence de vestiges gallo-romains dont l'amphithéâtre des Trois Gaules, l'urbanisation des pentes de la Croix-Rousse, alors appelée colline Saint-Sébastien, commence véritablement à la Renaissance quand, au début du XVIe siècle, la ville se développe au-delà du mur de la Lanterne (place des Terreaux). 
La construction du rempart de la Croix-Rousse en haut des Pentes commence en 1512 et se poursuit pendant près d'un siècle. Si ces fortifications sont détruites en 1793, elles sont relevées durant la monarchie de Juillet.  Au xixe siècle, il devient le quartier industrieux de Lyon grâce au développement de la soierie. En 1852, la commune de la Croix-Rousse est rattachée à Lyon et les Pentes forment alors l'essentiel du 1er arrondissement ainsi créé.

## Présentation
Les pentes de la Croix-Rousse s'étagent depuis la rue du Jardin-des-Plantes jusqu'au sommet de la colline, excluant ainsi les quartiers autour de la place Sathonay et de la place des Terreaux qui restent dans la partie plate du 1er arrondissement.
Le quartier des Pentes est accroché à la colline et donc en forte déclivité. Plusieurs artères s'appellent explicitement des « montées » : montée de la Grand'Côte, montée Saint-Sébastien, montée des Carmélites, etc. C'est ainsi qu'en 1862, le premier funiculaire urbain du monde est mis en service entre la rue Terme et le boulevard de la Croix-Rousse (funiculaire de la rue Terme). En 1891, un second funiculaire est mis en service entre Croix-Paquet et la Croix-Rousse. 
Au XXe siècle, le premier funiculaire a été transformé en tunnel routier après sa fermeture en 1967. Le second a été intégré à la ligne C du métro de Lyon. Du fait de la forte déclivité, une crémaillère a dû être installée sur la section entre les stations Hôtel de Ville - Louis Pradel et Croix-Rousse, ce qui constitue un cas unique au monde pour un métro[réf. nécessaire].
Le quartier compte plusieurs vestiges de l'époque romaine : au niveau du Jardin des plantes se situent l'amphithéâtre antique des trois Gaules ainsi que la voie romaine dite voie du Rhin qui reliait jadis la ville de Lugdunum - nom romain de Lyon - à la Germanie.
On y trouve aussi de nombreuses traboules, passages entre immeubles, parfois couverts et constitués de volées d'escaliers, qui sont en fait des raccourcis pour se rendre au centre-ville, vers les Terreaux. Les Pentes constituent toujours un ensemble dévolu majoritairement aux piétons avec ses rues étroites, en pente ou en escaliers.
Comme dans le Vieux Lyon, la rénovation de ce vieux quartier (de soyeux à l'origine) a amené des nouvelles populations plutôt jeunes et tournées vers des activités culturelles. C'est aujourd'hui un quartier qui rajeunit dans sa partie basse et se gentrifie dans sa partie haute, même s'il est parvenu à maintenir une véritable mixité pour le moment qui lui vaut le statut de quartier de veille active.

## Configuration
Les Pentes croix-roussiennes sont en fait divisées en trois entités fort distinctes, même si elles gardent les caractéristiques communes liées à la configuration du terrain.

### Partie centrale

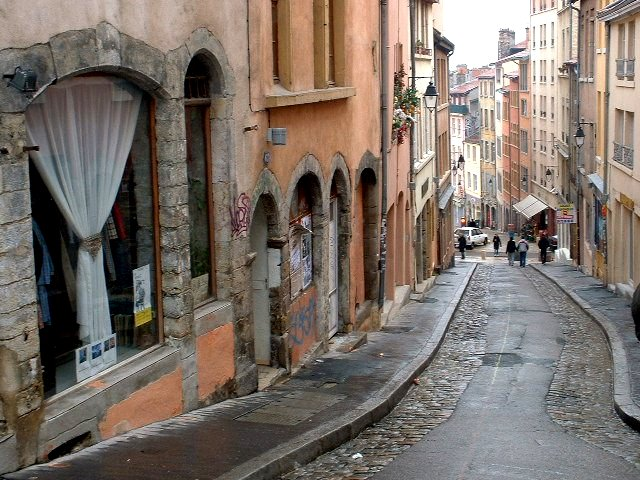
La montée de la Grande Côte, avant son réaménagement.

La Montée de la Grand'Côte, comme son nom l'indique, monte presque à la verticale la pente escarpée qui sépare la place des Capucins du boulevard de la Croix-Rousse sur le plateau ; cette zone centrale très escarpée dans son ensemble a été aménagée en plusieurs palliers pour rendre la pente plus douce :
- soit par des places ou placettes qui coupent la pente comme la place Colbert qui abrite l'entrée de la Cour des Voraces et son escalier de façade à six étages, mais aussi la place Morel ou encore la place Rouville ;
- soit par des parcs comme le jardin des plantes, le jardin de la place Croix-Paquet ou le petit jardin Villemanzy qui constituent des respirations vertes dans cette zone très urbanisée.

La partie centrale des pentes est parfois elle-même séparée en plusieurs zones : le « quartier des Terreaux » (autour de la place du même nom), le « quartier Sainte-Catherine » (qui avec Croix-Paquet forment le « Bas des Pentes »), les « Pentes » proprement dites, puis le « Haut des Pentes », dépendant du boulevard de la Croix-Rousse, juste avant le plateau.

### Partie ouest des Pentes
À l'ouest, s'étend le « quartier des Chartreux » qui tire son nom de l'ancienne congrégation qui y était installée et qui a laissé en héritage au quartier une institution scolaire, l'église baroque Saint-Bruno mais aussi les jardins qui dominent la Saône, dominant Les Subsistances non loin du fort Saint-Jean et en contrebas du boulevard de la Croix-Rousse.

### Partie est des Pentes
À l'est, les contreforts du Rhône offrent des points de vue sur le Parc de la Tête d'Or et les Alpes depuis la montée Saint-Sébastien, la terrasse Villemanzy (dans l'enceinte de l'ancien hôpital militaire Villemanzy), et plus haut près du plateau, avec l'esplanade du Gros Caillou et la place Bellevue. La Pente domine le quai André-Lassagne, anciennement quai Saint-Clair, et le quartier du même nom qui se poursuit jusqu'à Caluire-et-Cuire.

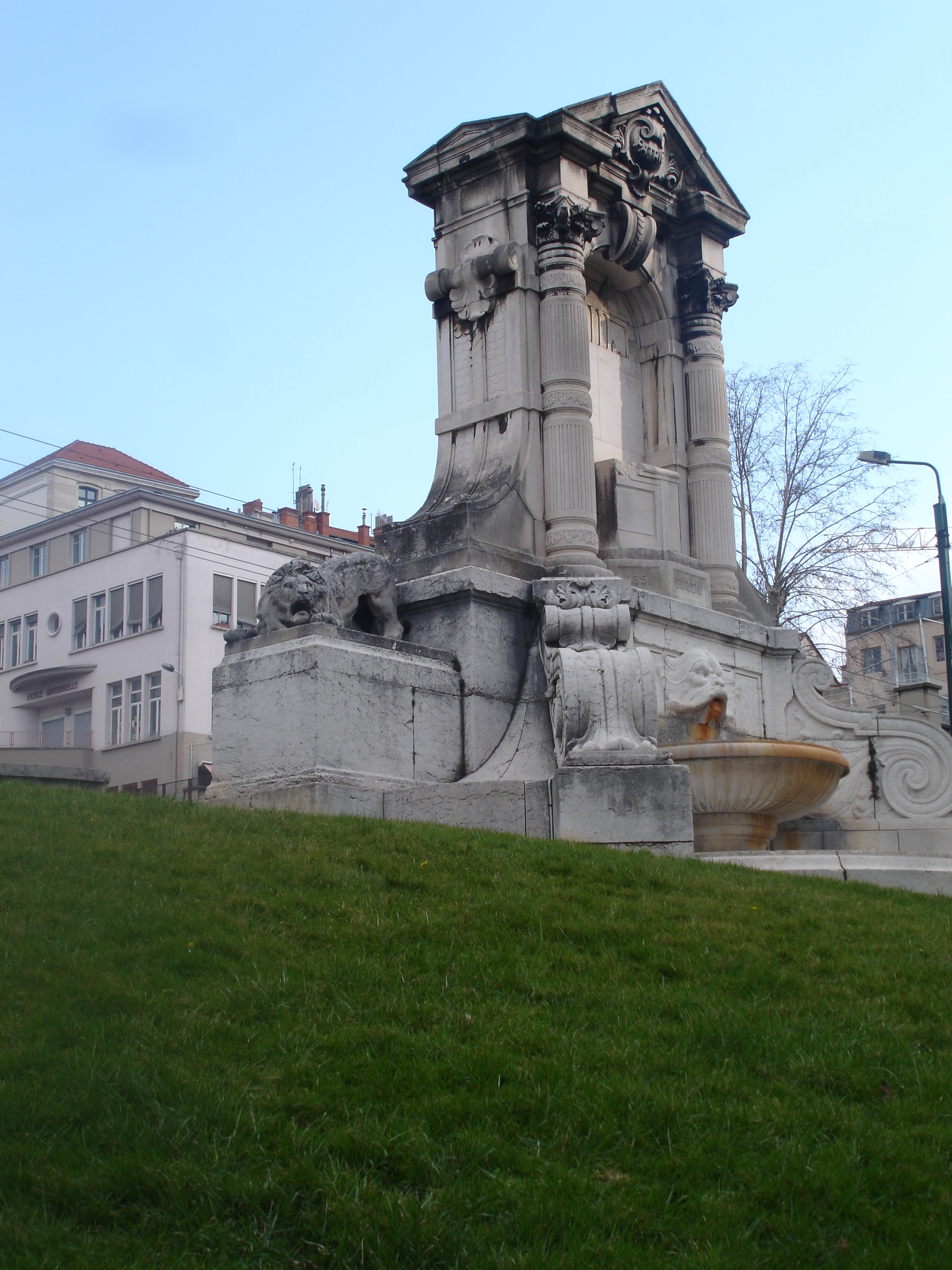
Ancien jardin des plantes.

## Espaces verts
- Le jardin public Croix-Paquet, longue place escarpée entre la rue Alsace-Lorraine, la rue des Fantasques, la montée Saint-Sébastien et la place du même nom. Il s'étend sur près de 7 000 m2, aménagé en dénivelé au-dessus de la station de métro du même nom ;
- Le jardin de la Grande Côte, le long de la montée éponyme. Sur une superficie dépassant les 6 000 m2, il présente un jardin en palier terrasse, au milieu des pentes de la Croix-Rousse et possède une collection de mûriers (qui rappellent le passé soyeux du quartier) : mûriers blancs, noirs, à feuilles de platane et à papier ;
- Le jardin des Chartreux à l'ouest, au-dessus de la place du Port Neuville, le long du cours général Giraud et de la place Rouville. D'une superficie d'environ un hectare, il offre une vue sur les berges de la Saône et le Vieux-Lyon ;
- Le parc Sutter qui donne sur la rue Vauzelles et la place Morel. D'une superficie de 5 000 m2, il est organisé autour d'une pelouse centrale, un jardin traboule en talus arboré avec des terrasses belvédères qui offrent une vue sur Fourvière, un labyrinthe végétal, un très vieux Ginkgo biloba (ou arbre aux 40 écus), le tout mis en valeur par la paysagiste Pascale Jacotot ;
- Le stade Duplat entre le boulevard de la Croix-Rousse et la rue Pierre Dupont ;
- Le jardin des plantes et l'amphithéâtre des Trois Gaules, rue Lucien Sportisse. Sur une superficie d'environ 1 hectare, c'est le plus ancien jardin de Lyon[5]. Jardin  de l'abbaye des Bénédictines à l'origine, il est transformé en 1814 en jardin botanique pour l'École Centrale et devient parc public en 1821. Ses collections de plantes vivantes ont été transférées en 1857 au parc de la Tête d'Or pour laisser place à l'actuelle aire de repos où se trouve l'amphithéâtre gallo-romain.

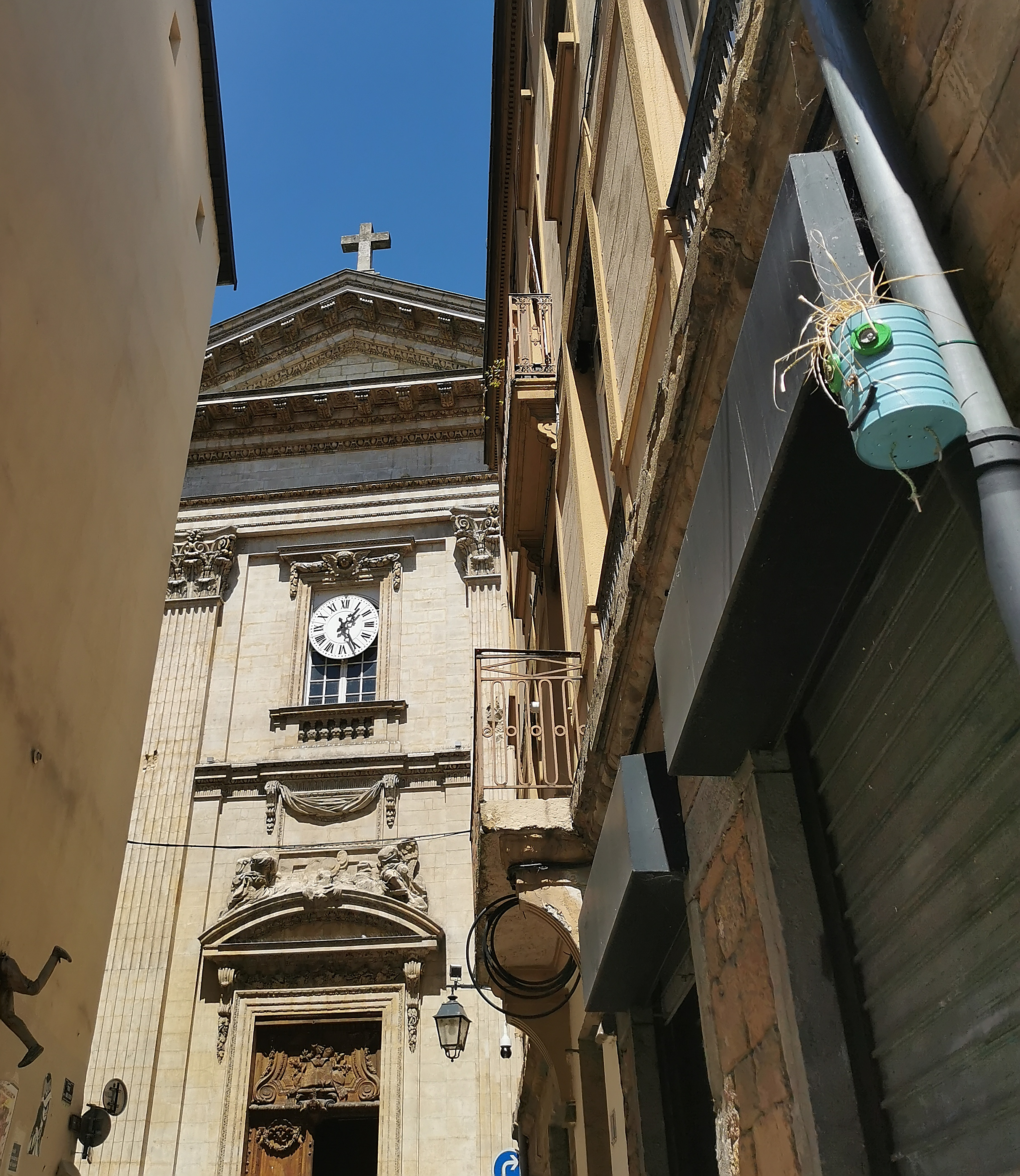
Église Saint-Polycarpe, vue de la rue de l'Abbé-Rozier

## Sites et monuments
- Églises :
  - l'église Saint-Bruno, unique église baroque lyonnaise, près de la place des Chartreux ;
  - l'église du Bon-Pasteur, située rue Neyret à proximité de la montée de la Grand'Côte ;
  - l'église Saint-Polycarpe, l'ancienne église des Oratoriens, située entre la rue René Leynaud et les deux passages Mermet et Thiaffait ;
  - l'église Saint-Bernard, montée Saint-Sébastien, près du Plateau.
- Espaces et rues :
  - la montée de la Grand'Côte (peut-être l'antique « voie du Rhin »), axe central qui aboutit directement sur le boulevard de la Croix-Rousse ;
  - la montée des Carmélites, qui dessert le jardin des plantes ;
  - la rue René-Leynaud et ses passages, la rue Burdeau et ses galeries d'art, la rue Sainte-Catherine et ses bars, la rue des Capucins et ses nombreuses traboules, le passage Thiaffait et son escalier double, et la place Bellevue ;
  - l'amphithéâtre des Trois Gaules (temple fédéral gallo-romain) dans le jardin des plantes, juste au-dessus de la place Sathonay.

- Monuments :

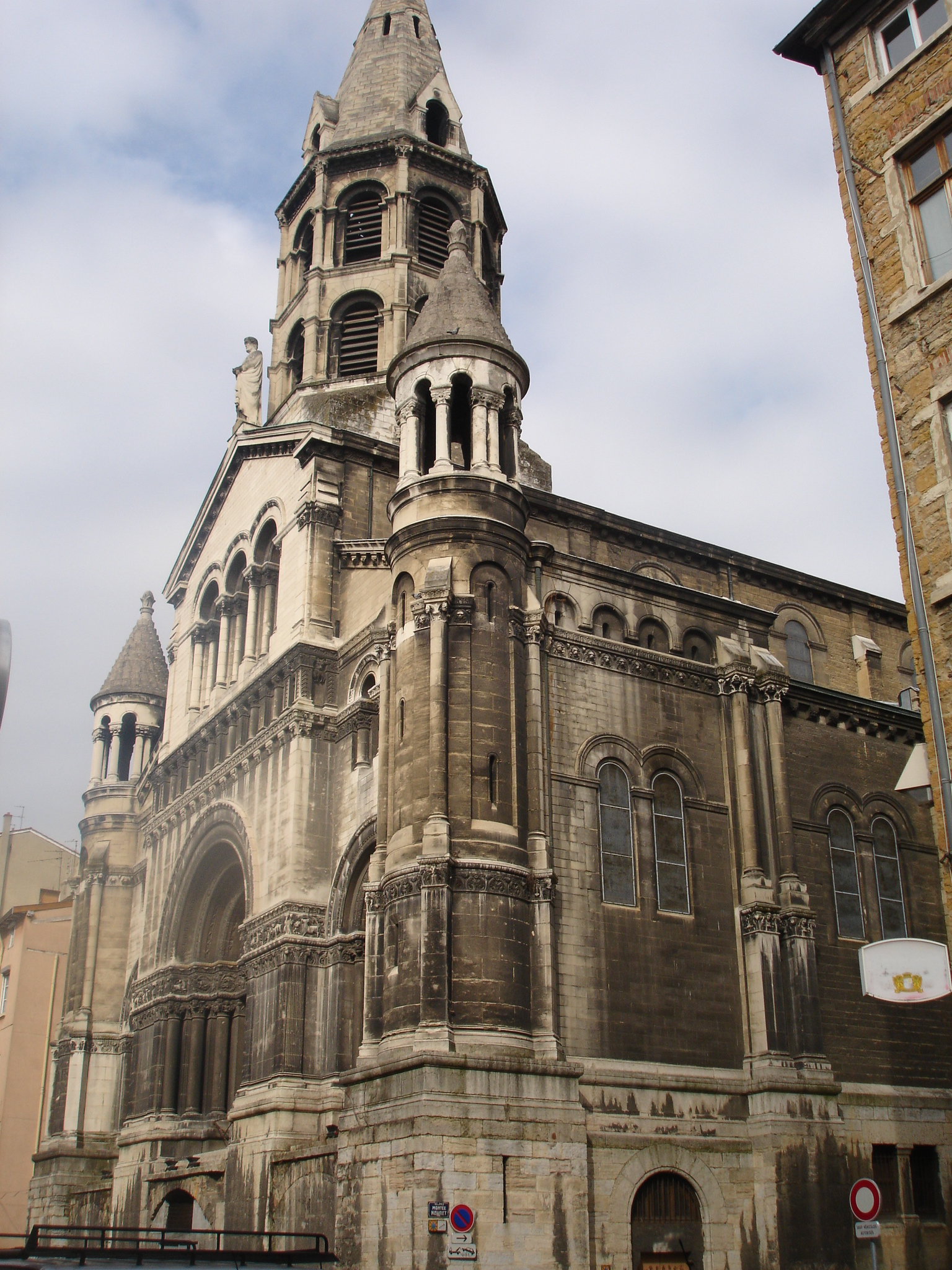
Église du Bon Pasteur.

  - la traboule de la cour des Voraces qui permet de passer de la place Colbert à la montée de Saint-Sébastien ou la rue Imbert-Colomès ;
  - la condition des soies;
  - l'hôtel Villemanzy et son jardin (ancien hôpital militaire Villemanzy) ;
  - l'Institution des Chartreux, lycée situé dans les bâtiments de l'ancienne chartreuse du Lys-Saint-Esprit (XVIIe siècle) ;
  - la maison Brunet ou « maison aux 365 fenêtres », édifiée selon des principes mystiques ;
  - le musée des Télécommunications, rue Burdeau, en bas du jardin des plantes ;
  - l'ancienne École nationale des beaux-arts de Lyon, rue Neyret ;
  - les Subsistances et le Grenier de l'Abondance, quai Saint Vincent sur les berges de la Saône ;
  - le fort Sain-Jean, situé rue de la poudrerie, à l'extrême ouest côté Saône et datant des XVIe et XVIIe siècles, et qui, depuis sa réhabilitation par l'architecte Pierre Vurpas, abrite l'École nationale des contrôleurs du Trésor public.

## Galerie de photos

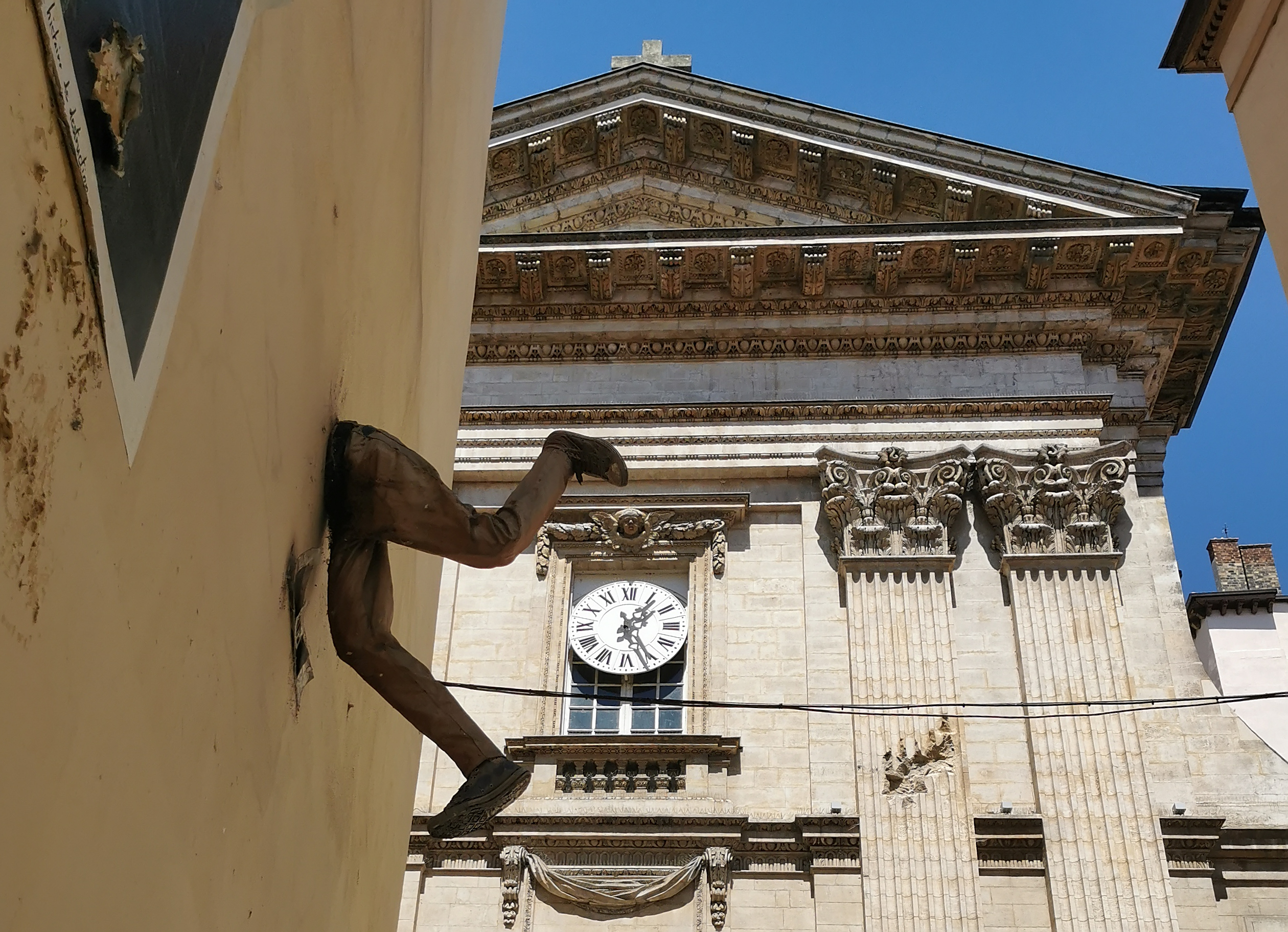
Église Saint-Polycarpe
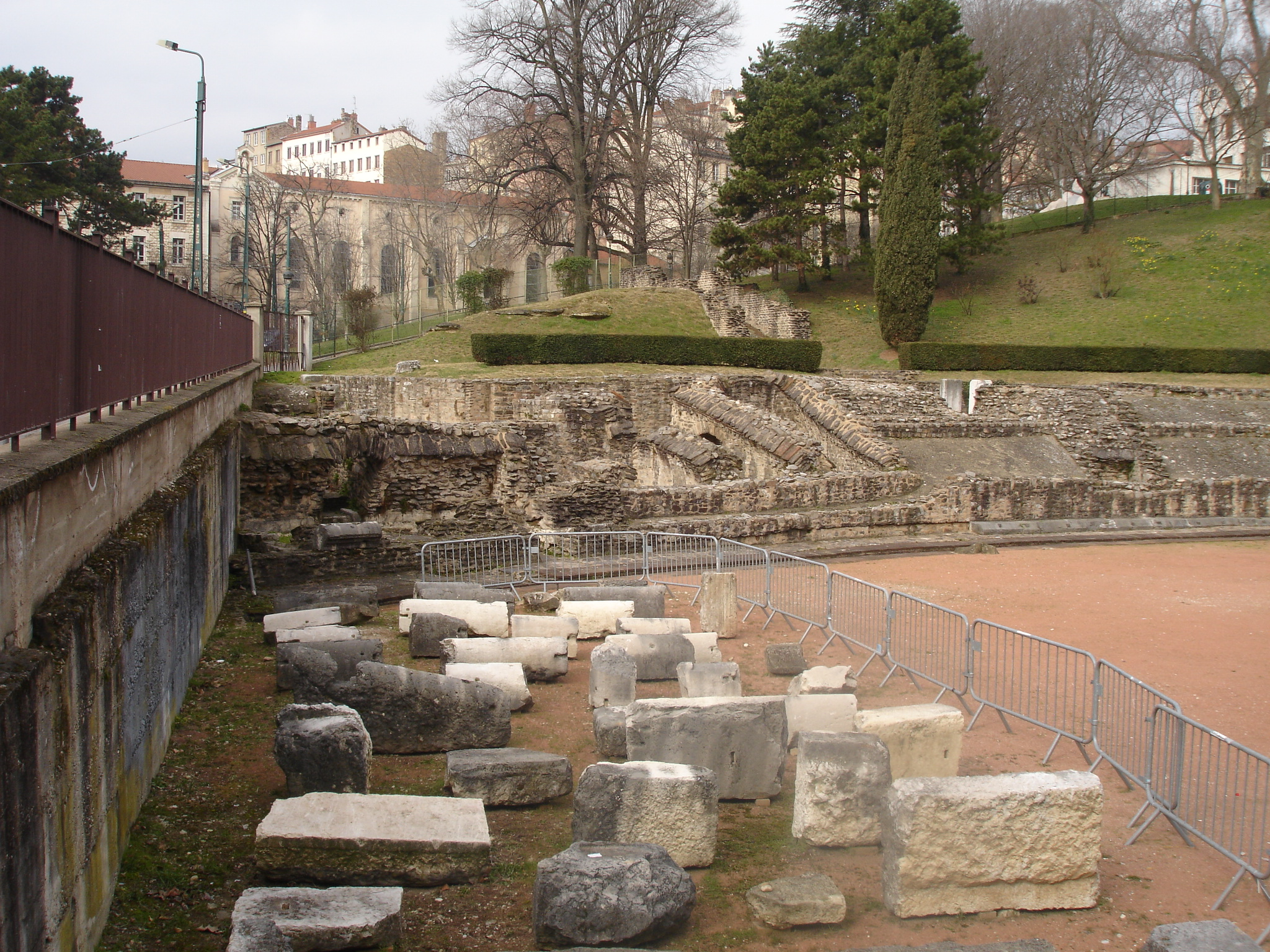
partie centrale de l'amphithéâtre
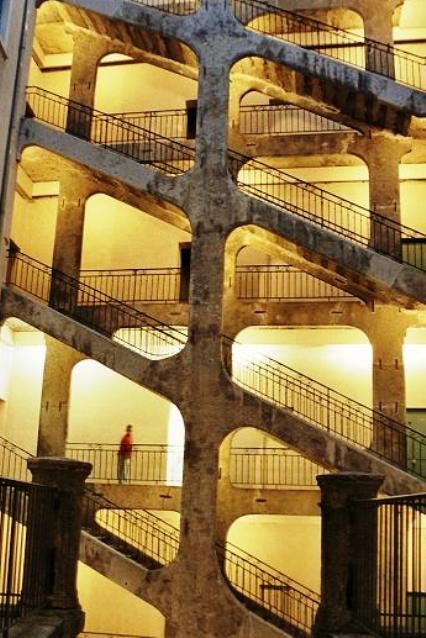
L'escalier monumental de la Cour des Voraces
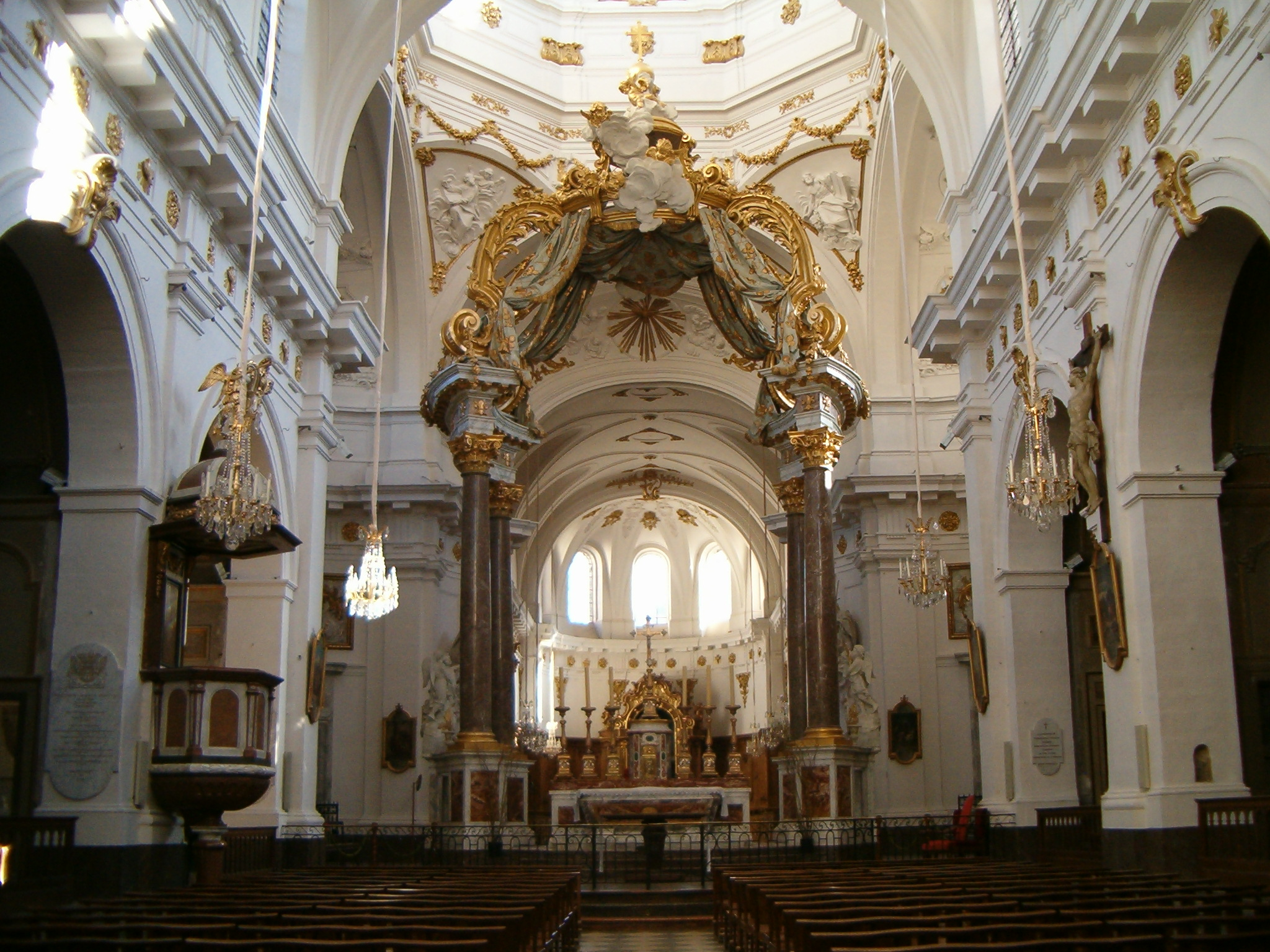
Nef de l'église Saint-Bruno
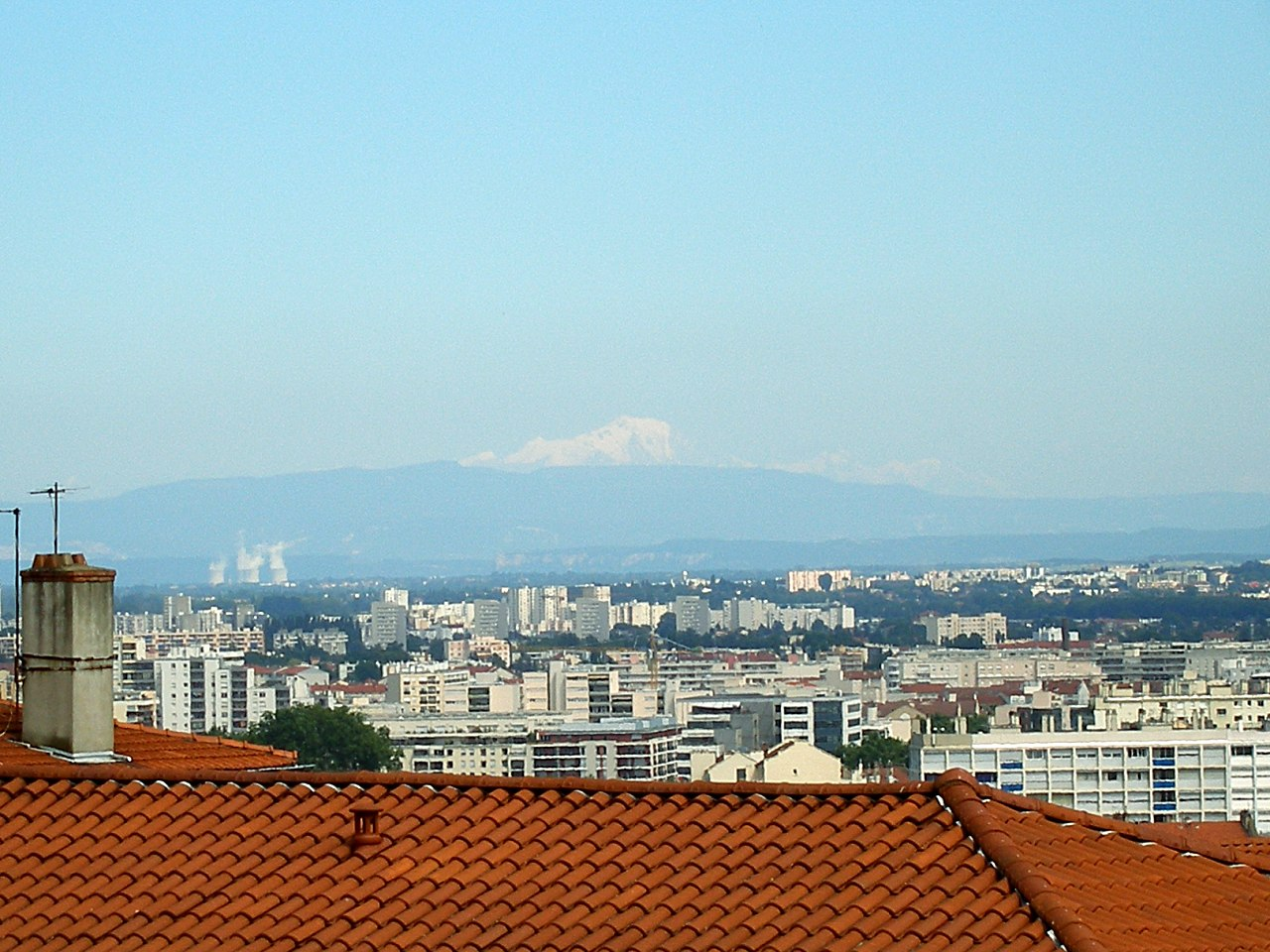
Le Mont Blanc vu depuis les pentes de la Croix-Rousse.